# William Fisk Sherwin
William Fisk Sherwin, född 1826, död 1888, musiklärare, psalmsångförfattare och kompositör från USA.

## Psalmer
- Lyss, lyss, min själ (musiken i Frälsningsamréns sångbok 1907 som nummer 219)
- Strid för sanningen, strid mot fienden (text och musik, nummer 79 i Segertoner 1960)